# Vito Da Ros
Vito Da Ros (Caneva, 31 maggio 1957) è un ex ciclista su strada italiano.

## Carriera
Nato nel 1957 a Caneva, in provincia di Pordenone, negli ultimi due anni da dilettante (1976 e 1977) ha vinto Gran Premio Industria del Cuoio e delle Pelli e Trofeo Lima S.p.a., oltre a due tappe al Giro d'Italia dilettanti e una al Gran Prix de l'Avenir. 
A 19 anni ha partecipato ai Giochi olimpici di Montréal 1976, terminando 11º nella cronometro a squadre insieme a Carmelo Barone, Gino Lori e Dino Porrini, con il tempo di 2h14'50". L'anno successivo ha invece vinto la medaglia d'argento nella cronometro a squadre Dilettanti ai Mondiali di San Cristóbal 1977, con Mirko Bernardi, Mauro De Pellegrin e Dino Porrini, chiudendo dietro all'Unione Sovietica.
Nel 1978, a 21 anni, è passato professionista con la Magniflex, con la quale ha preso parte al Giro d'Italia, non terminandolo, e alla Milano-Sanremo, arrivando 19º.
Ha chiuso la carriera nel 1979, a 22 anni, dopo una stagione alla San Giacomo.

## Palmarès
- 1976 (dilettanti)

Gran Premio Industria del Cuoio e delle Pelli
3ª tappa Giro d'Italia dilettanti
- 1977 (dilettanti)

Trofeo Lima S.p.a.
6ª tappa Gran Prix de l'Avenir (Kehl, cronometro)
7ª tappa Giro d'Italia dilettanti (Quistello > Caorle)

## Piazzamenti

### Grandi Giri
- Giro d'Italia

1978: ritirato

### Classiche monumento
- Milano-Sanremo

1978: 19º

### Competizioni mondiali
- Campionati del mondo

San Cristóbal 1977 - Cronometro a squadre Dilettanti: 2º
- Giochi olimpici

Montréal 1976 - Cronometro a squadre: 11º